# Wyspy Crozeta
Wyspy Crozeta (fr. Îles Crozet) – archipelag położony w południowej części Oceanu Indyjskiego, stanowi część Francuskich Terytoriów Południowych. Wyspy odkrył kpt. Marc Joseph Marion du Fresne w 1772 roku.

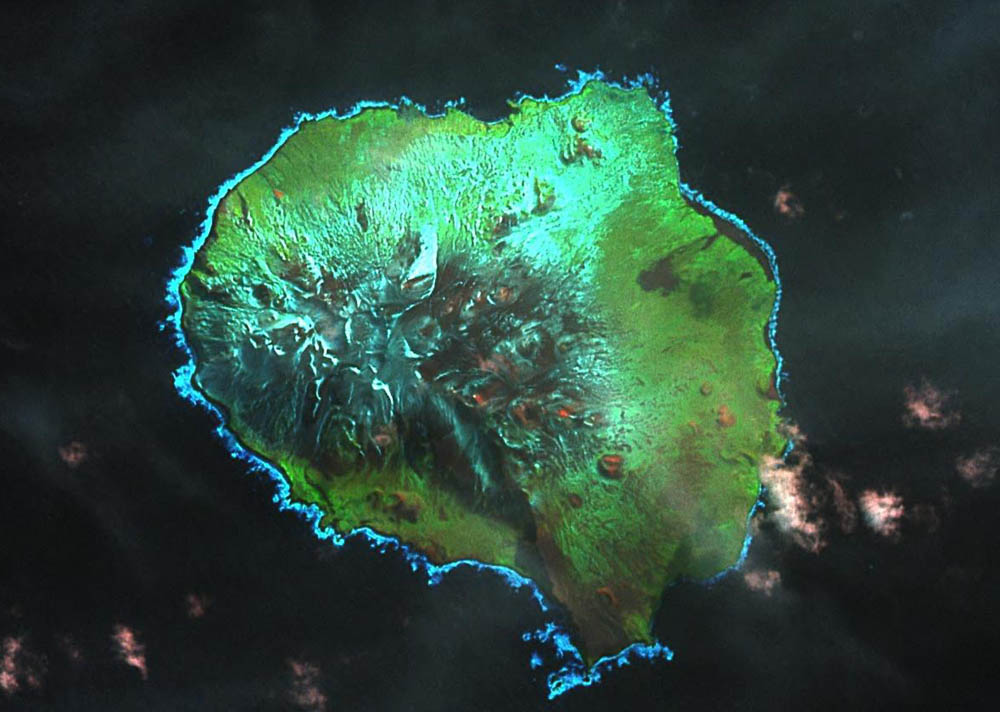
Zdjęcie satelitarne Île des Cochons

Archipelag dzieli się na dwie grupy wysp, położone w odległości ok. 60 mil morskich:
Grupa zachodnia:
- Île des Cochons – 67,6 km²[1],
- Île des Pingouins – 3 km²,
- Îlots des Apôtres – grupa 14 niewielkich wysepek, największa z nich ma pow. 1,2 km²,

Grupa wschodnia:
- Île de la Possession – 153 km², największa z wysp[1],
- Île de l'Est – 122 km²[1].

Najwyższy szczyt, Pic Marion-Dufresne na wyspie Île de l'Est, sięga 1090 m n.p.m. Na jednej z wysp znajduje się stacja badawcza Alfred Faure, nazwana tak na cześć pierwszego szefa wysp.